# Nada Mezni Hafaiedh
Pour les articles homonymes, voir Mezni.
Nada Mezni Hafaiedh (arabe : ندى المازني حفيظ), née le 6 mai 1984 en Arabie saoudite, est une réalisatrice tunisienne.

## Biographie
Nada Mezni Hafaiedh est dès son enfance exposée à différentes cultures en raison du travail de ses parents diplomates et c'est à l'âge de dix ans qu'elle découvre sa passion pour le cinéma en produisant des films amateurs et des vidéo clips mettant en scène ses amis et sa famille.
Elle s'installe à Montréal pour suivre des études en administration des affaires à l'université McGill, mais elle change rapidement de cursus afin de suivre sa passion pour le cinéma. Diplômée de l'École de cinéma Mel-Hoppenheim, elle réalise plusieurs courts métrages qui seront appréciés par la communauté canadienne.
En 2009, elle rentre dans son pays d'origine, la Tunisie, ouvre sa société de production, Leyth Production, et décide de réaliser son premier long métrage : Histoires tunisiennes. Le film, qui raconte les histoires de plusieurs personnages habitant dans une même ville, est le premier sorti après la révolution de 2011.
En 2015, Nada Mezni Hafaiedh écrit et réalise une série télévisée tirée de son film, Histoires tunisiennes, pour la chaîne privée El Hiwar El Tounsi.
En 2017, elle réalise un documentaire, Au-delà de l'ombre, qui traite de la question de la liberté sexuelle en Tunisie.
En 2023, le film Take my Breath qu'elle écrit avec Pascal Jousse et qu'elle réalise aborde le sujet de l'intersexualité en Tunisie. La réalisatrice a travaillé avec Emna Arfaoui, une personne intersexe ayant subi à six ans une opération non désirée.